# U-Bahnhof Wöhrder Wiese
Der U-Bahnhof Wöhrder Wiese (Abkürzung: WW) ist der 30. U-Bahnhof der Nürnberger U-Bahn und wurde am 29. September 1990 eröffnet. Er ist 767 m vom U-Bahnhof Hauptbahnhof und 525 m vom U-Bahnhof Rathenauplatz entfernt. An den Bahnhof schließt sich Richtung Röthenbach ein x-förmiger doppelter Gleiswechsel an. Die Wöhrder Wiese ist eine parkähnliche Grünanlage zwischen dem Wöhrder See und dem östlichen Rand der Nürnberger Altstadt. Sie ist nach dem 1825 eingemeindeten Nürnberger Stadtteil Wöhrd benannt. Täglich wird er von rund 17.200 Fahrgästen genutzt (Mo–Fr, 2019).

## Lage

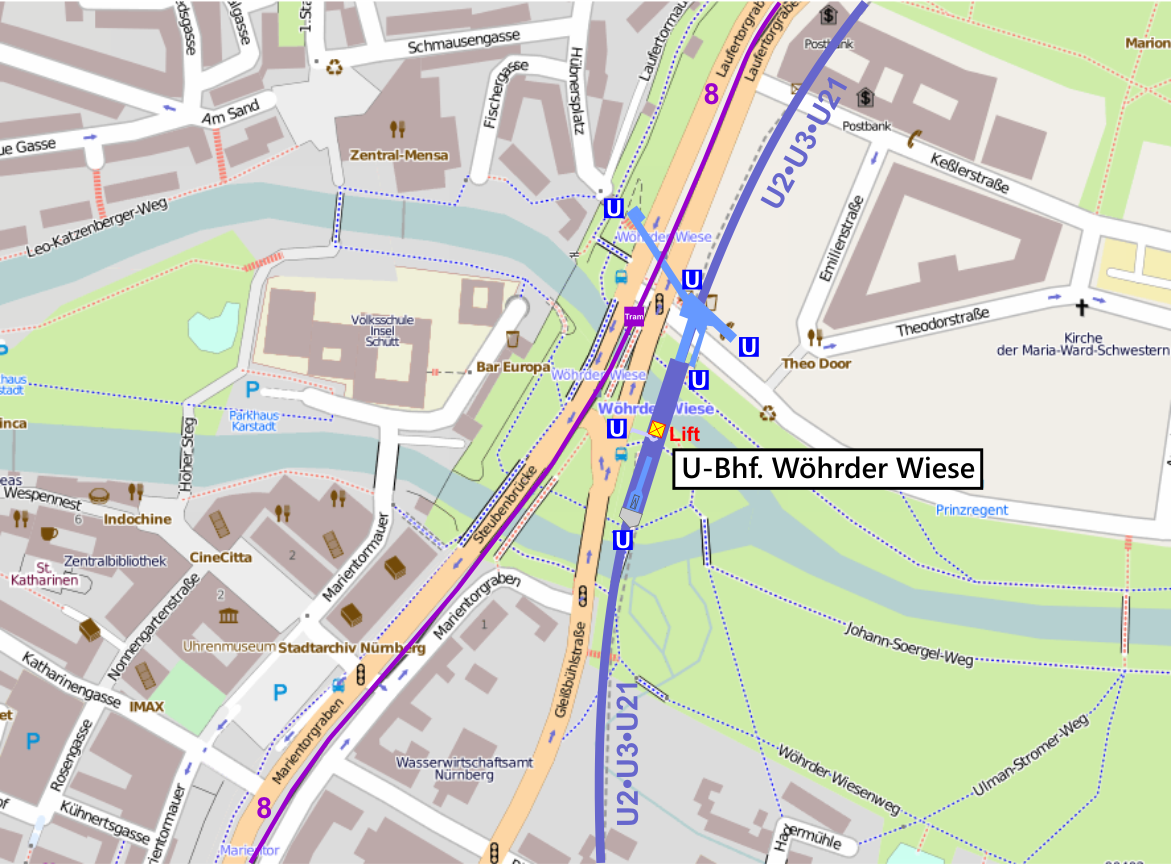
Lageplan U-Bhf. Wöhrder Wiese

Der Bahnhof liegt im Nürnberger Stadtteil Gleißbühl und erstreckt sich unterirdisch in Süd-Nord-Richtung östlich der Franz-Josef-Strauß-Brücke zwischen Pegnitz und Prinzregentenufer. Vom südlichen Bahnsteigkopf führt ein Aufgang direkt zur Wöhrder Wiese, der nördliche Bahnhofsaufgang führt in ein Verteilergeschoss und von dort aus zur Wöhrder Wiese, zum Prinzregentenufer und zum Laufertorgraben. Von der Bahnhofsmitte führt ein Aufzug auf die Halbinsel zwischen Pegnitz, Nonnenbach und Franz-Josef-Strauß-Brücke.
In der Umgebung des Bahnhofs befinden sich das Cinecittà, die Naturhistorische Gesellschaft, die Georg-Simon-Ohm-Hochschule, die Insel Schütt und die Wöhrder Wiese.

## Bauwerk und Architektur
Das Bahnhofsbauwerk ist 147 m lang, 17,5 m breit und 15 m tief (eineinhalbfache Tiefenlage). Die Bauarbeiten für den Bahnhof begannen am 1. April 1987 und wurden in offener Bauweise mit rückverankerten Spundwänden ausgeführt. Der Nonnenbach und die Pegnitz wurden während der Bauarbeiten mit Trogbrücken über die Baugrube geleitet, der nördliche Pegnitzarm wurde sichtbar in die Bauwerksdecke integriert und in die Bahnhofgestaltung einbezogen. Der Südausgang ist wegen seiner Nähe zur Pegnitz mit Vorrichtungen zum Hochwasserschutz (Schienen in den Wänden, in die Platten eingelassen werden können) versehen.
Die architektonische Gestaltung wurde von den Nürnberger Designern Stefan Maier und Bernhard Lugert ausgeführt. Die in Grüntönen gehaltenen Kreise an den Bahnsteigwänden symbolisieren die Wöhrder Wiese und die in Blautönen gehaltenen Kreise an Wand und Decke zeigen die Pegnitzüberquerung in der Bauwerksmitte an. Die übrigen Wände und die Decke sind mit grobporigem Spritzbeton verkleidet.

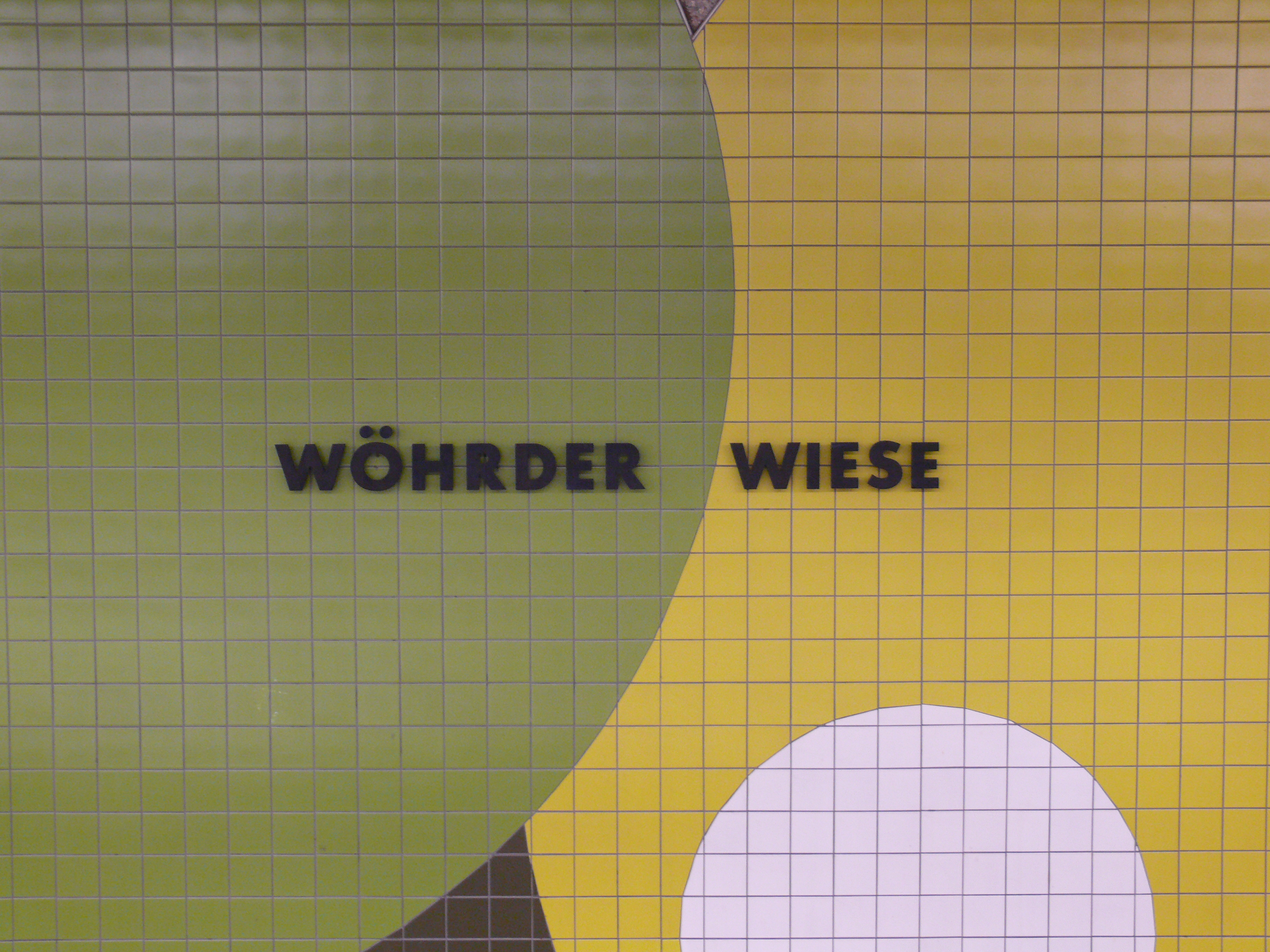
Stationsname an den Bahnsteigwänden
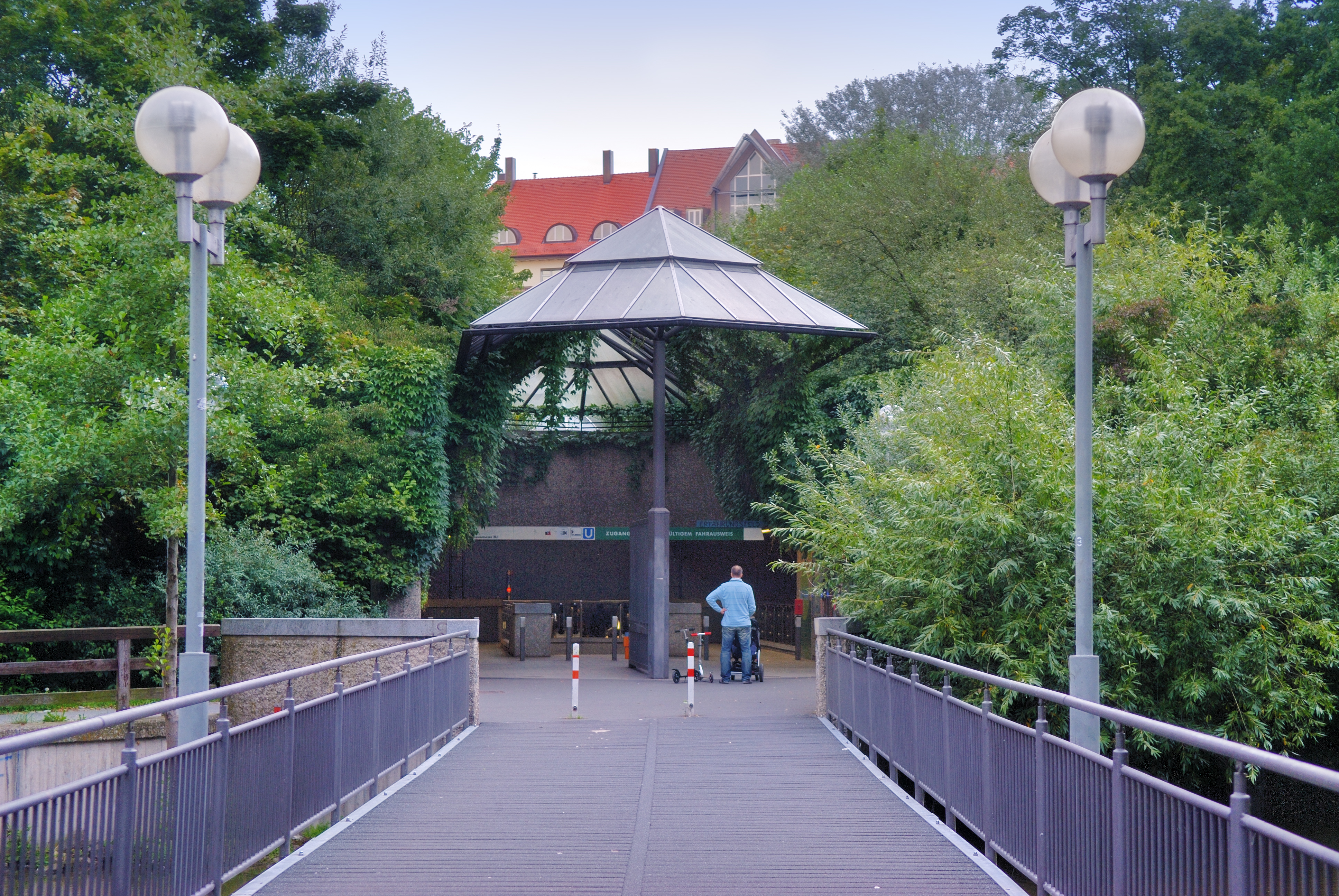
Zugang an der Wöhrder Wiese
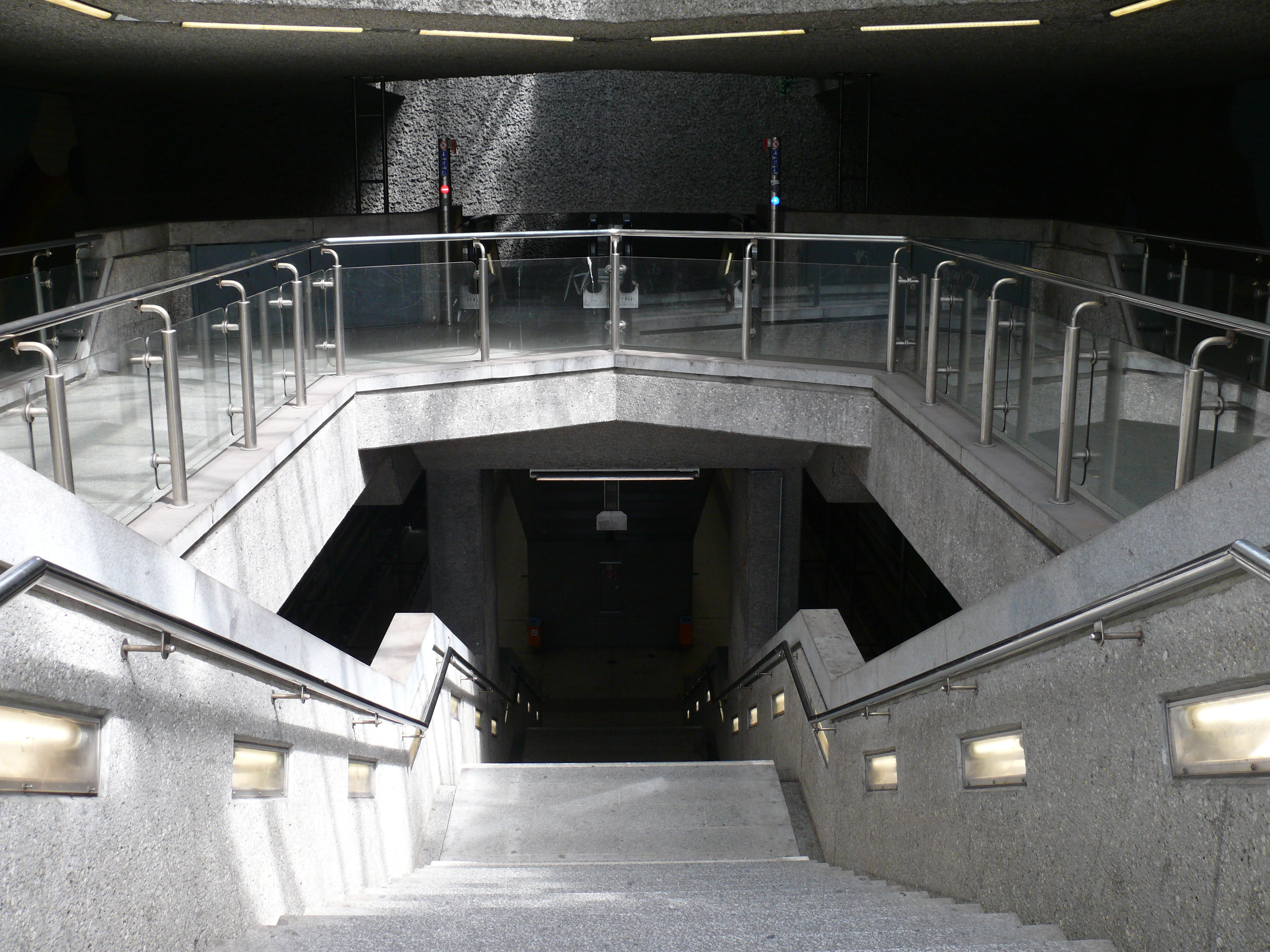
Blick in das südliche Zugangsgebäude
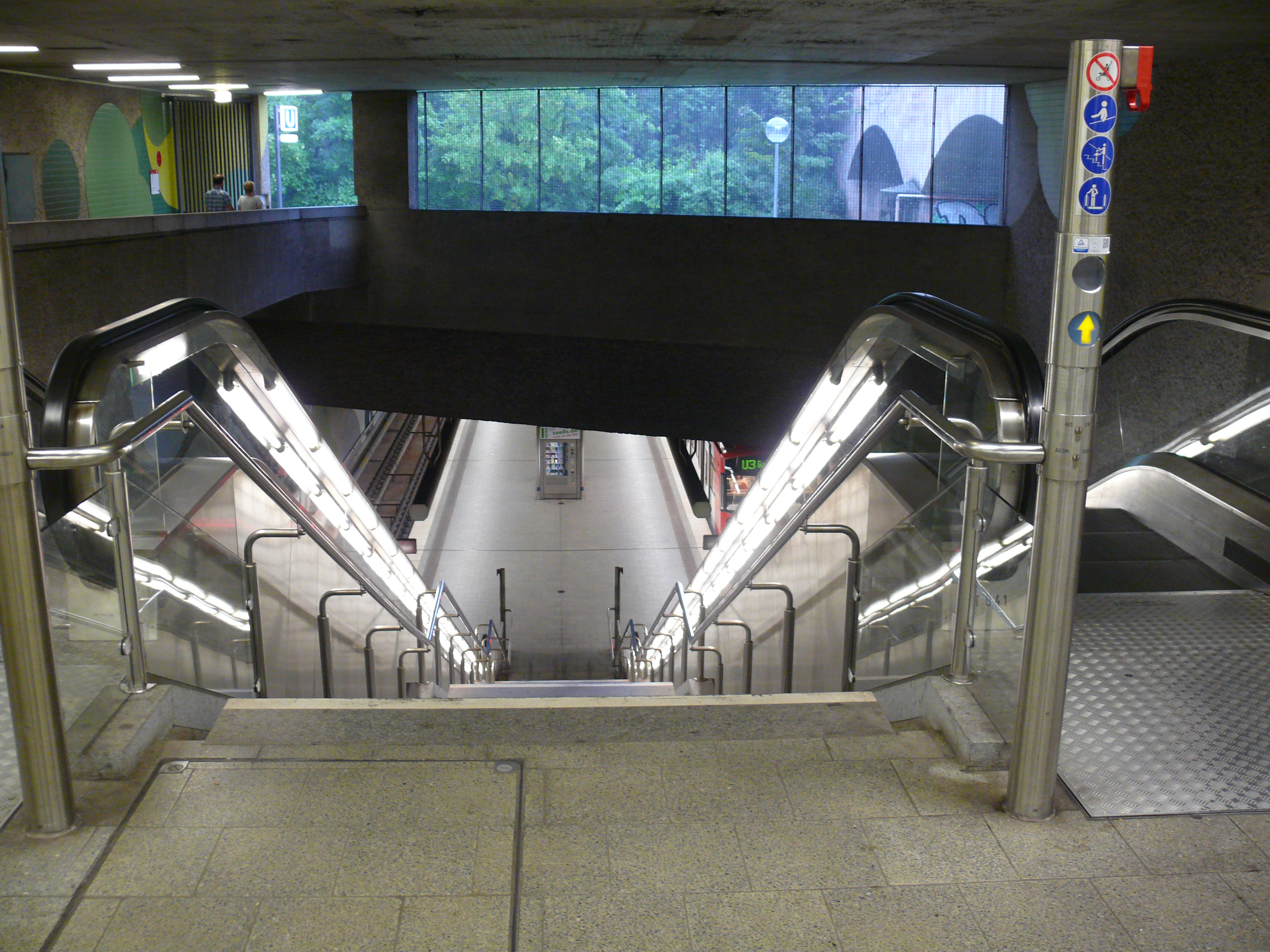
Nördlicher Zugang zur Bahnsteigebene
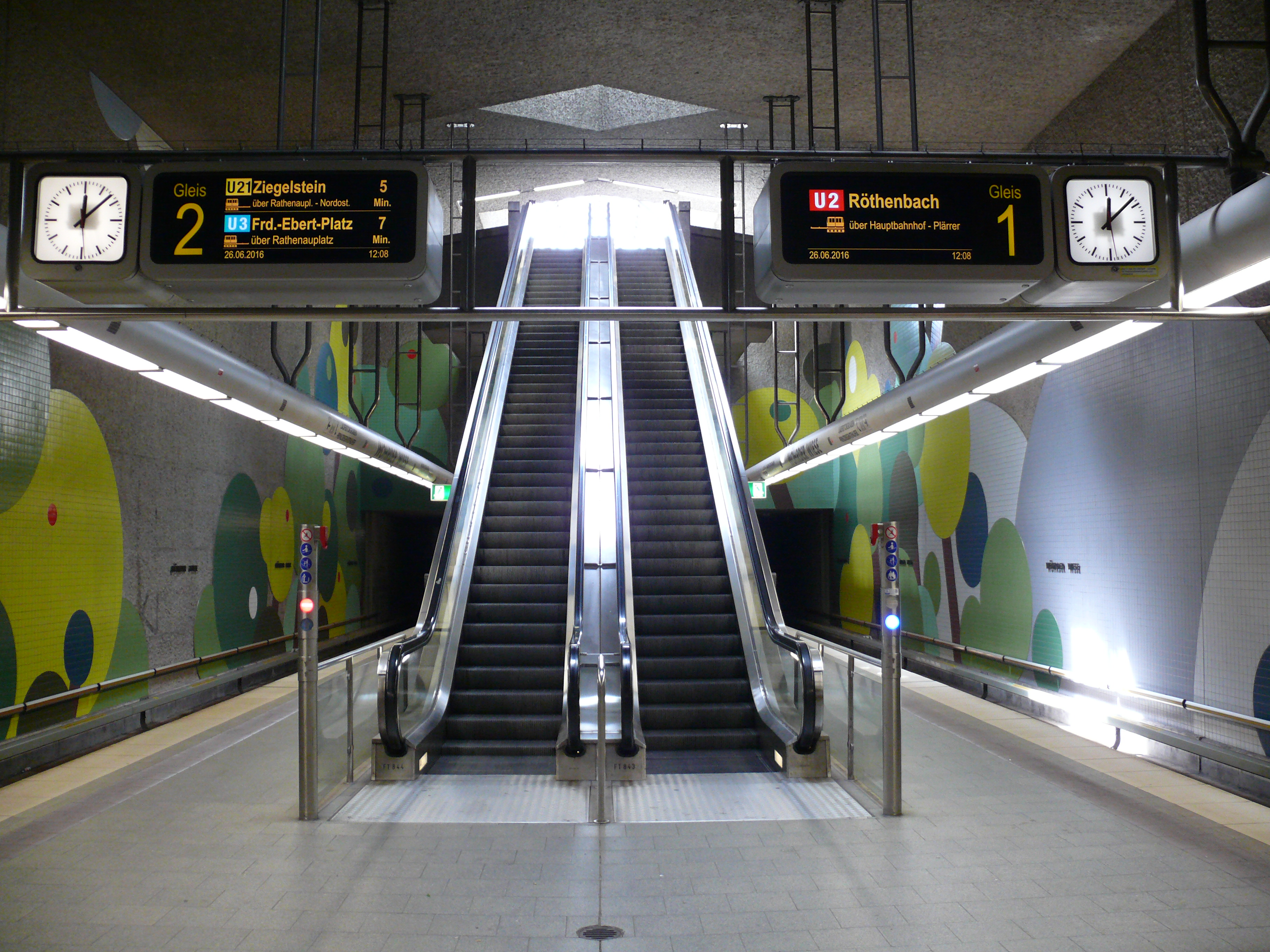
Fahrtreppen zum Südzugang
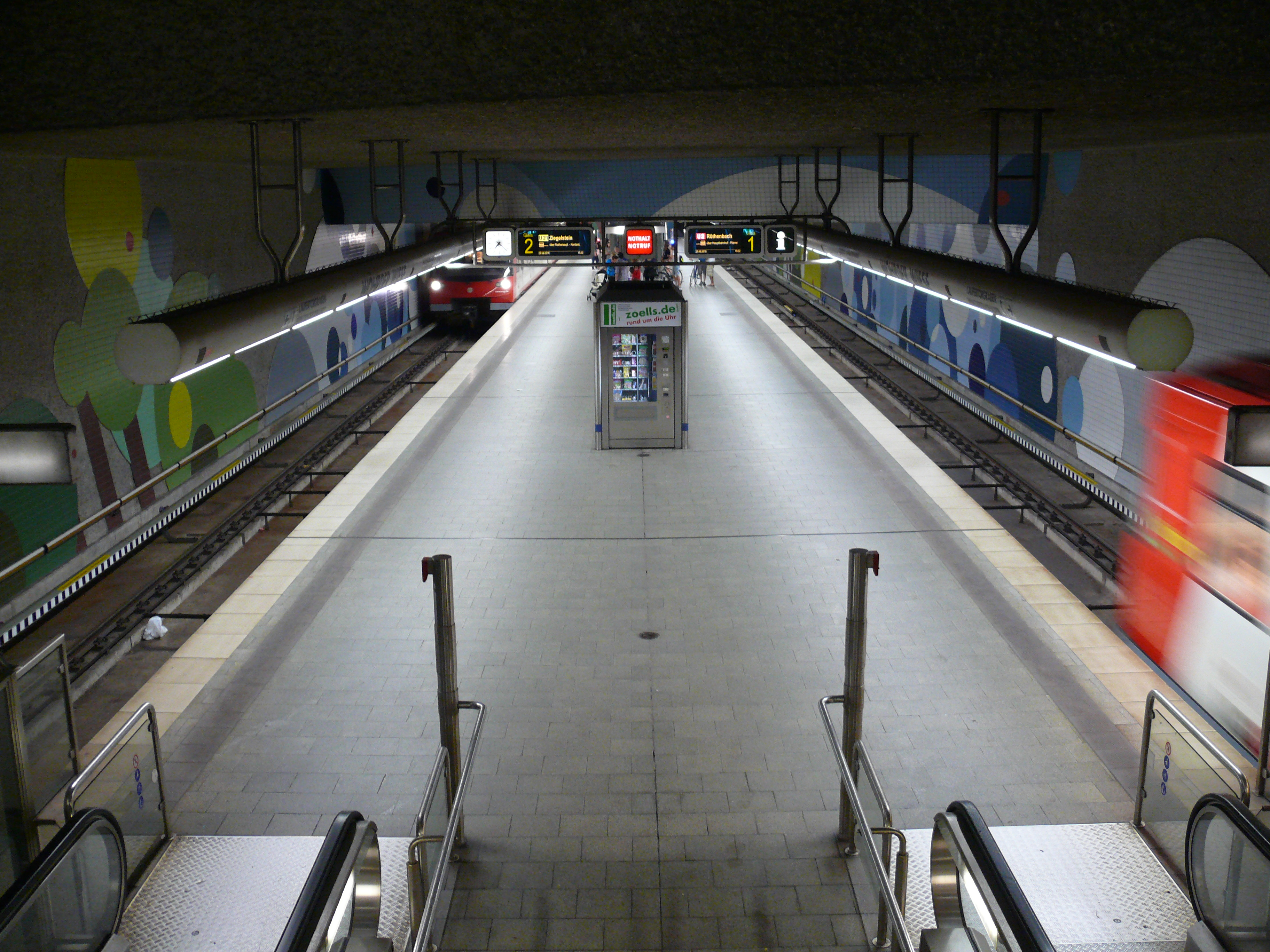
Bahnsteigebene Überblick

## Linien
| Linie | Verlauf | Takt                                                   |
| ----- | --- | ------------------------------------------------------ |
| U2    | Röthenbach – Hohe Marter – Schweinau – St. Leonhard – Rothenburger Straße – Plärrer – Opernhaus – Hauptbahnhof – Wöhrder Wiese – Rathenauplatz – Rennweg – Schoppershof – Nordostbahnhof – Herrnhütte – Ziegelstein – Flughafen Stand: Fahrplanwechsel Dezember 2023         | 5 min 3–4 min (zur HVZ) 10 min (Ziegelstein–Flughafen) |
| U3    | Großreuth bei Schweinau – Gustav-Adolf-Straße – Sündersbühl – Rothenburger Straße – Plärrer – Opernhaus – Hauptbahnhof – Wöhrder Wiese – Rathenauplatz – Maxfeld – Kaulbachplatz – Friedrich-Ebert-Platz – Klinikum Nord – Nordwestring Stand: Fahrplanwechsel Dezember 2023 | 5 min 3–4 min (zur HVZ) 10 min (sonn-/feiertags)       |

Umsteigemöglichkeiten
| Linie              | Strecke | Takt                                       |
| ------------------ | --- | ------------------------------------------ |
| Straßenbahnlinie 8 | Doku-Zentrum – Luitpoldhain – Meistersingerhalle – Platz der Opfer des Faschismus – Holzgartenstraße – Wodanstraße – Schweiggerstraße – Scheurlstraße – Marientunnel – Hauptbahnhof – Marientor – Wöhrder Wiese – Rathenauplatz – Stresemannplatz – Deichslerstraße – Tauroggenstraße – Tafelhalle – Ostbahnhof – Thumenberger Weg – Platnersberg – Erlenstegen Stand: Fahrplanwechsel Dezember 2023 | 10 min (werktags) 20 min (sonn-/feiertags) |

Am Wochenende und vor Feiertagen verkehren auch die Nachtbuslinien N1, N11, N12 und N13.